# (23485) 1991 NV6
(23485) 1991 NV6 là một tiểu hành tinh vành đai chính. Nó được phát hiện bởi Henri Debehogne ở Đài thiên văn La Silla ở Chile ngày 12 tháng 7 năm 1991.